# Бічурга-Баїшево
Бічурга́-Баї́шево (рос. Бичурга-Баишево, чув. Пăчăрлă Пашьел) — село у складі Шемуршинського району Чувашії, Росія. Адміністративний центр Бічурга-Баїшевського сільського поселення.
Населення — 908 осіб (2010; 1111 у 2002).
Національний склад:
- чуваші — 98 %